# حملة فرانكلين المفقودة

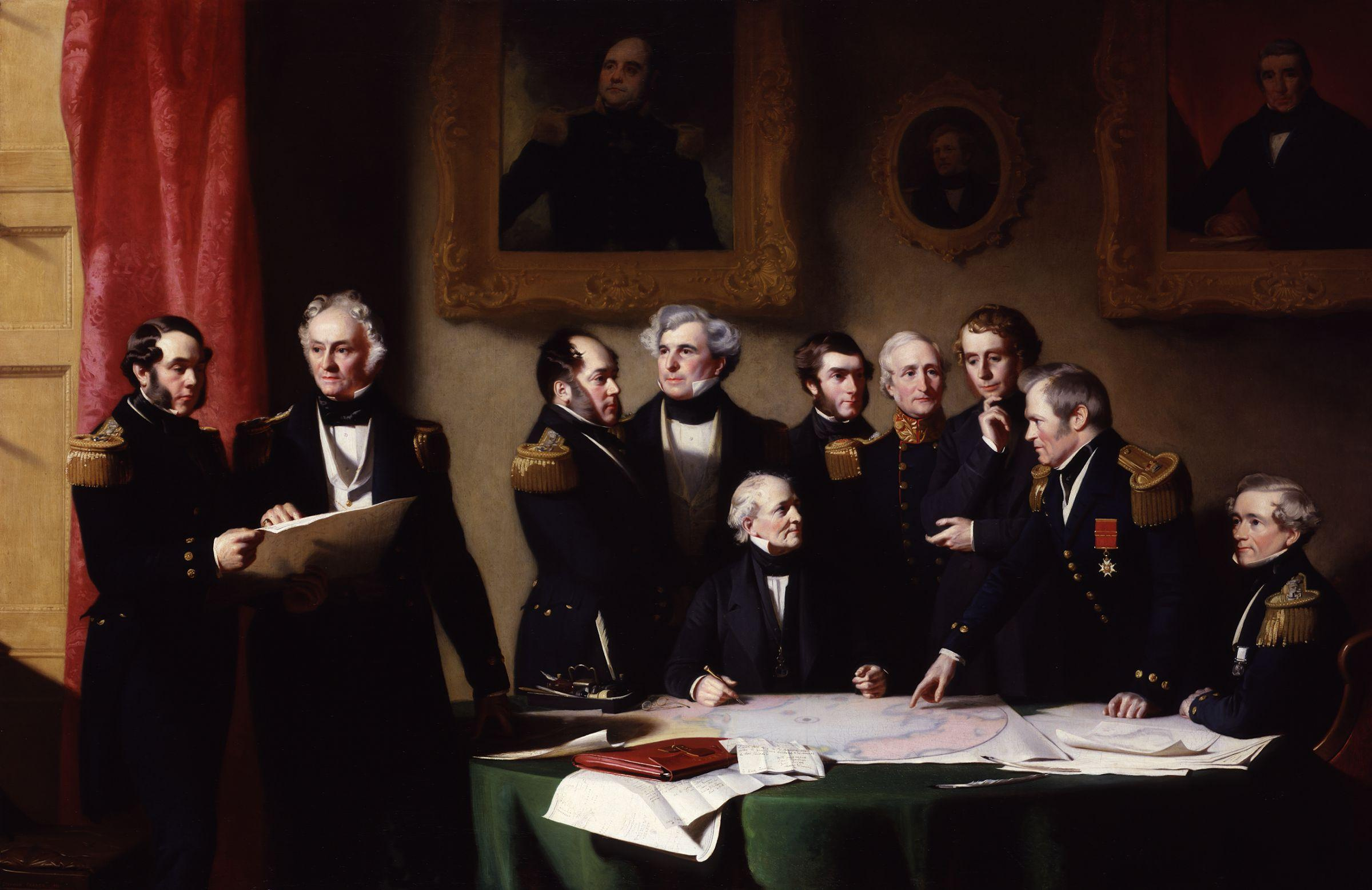
جدولة مجلس القطب الشمالي في البحث عن رحلة جون فرانكلين بريشة ستيفن بيرس، 1851. من اليسار إلى اليمين: جورج باك، وليام إدوارد باري، ادوارد بيرد، جيمس كلارك روس، فرانسيس بوفورت (جالس)، جون بارو الابن، إدوارد سابين، وليام الكسندر بايلي هاملتون، جون ريتشاردسون، فريدريك وليام بيتشي

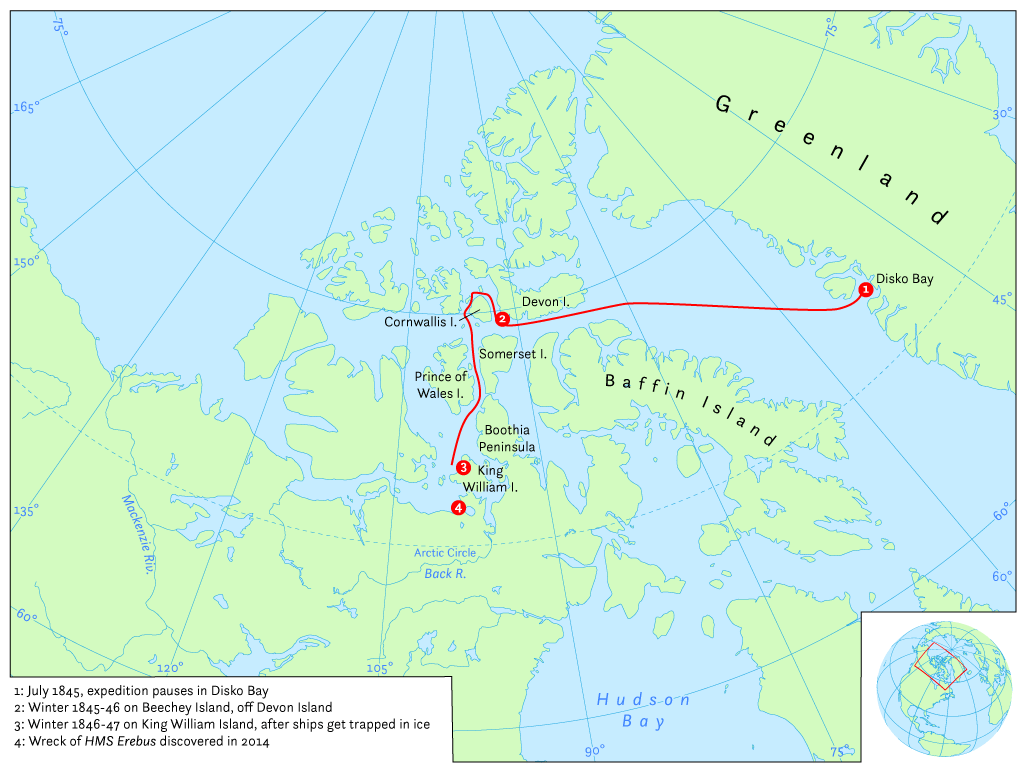
خريطة الطرق المحتملة التي اتخذتها سفينتا إيريبوس وتيرور خلال حملة فرانكلين المفقودة. ---- يقع خليج ديسكو على بعد 3200 كيلومتر (2000 ميل) من مصب نهر ماكينزي.

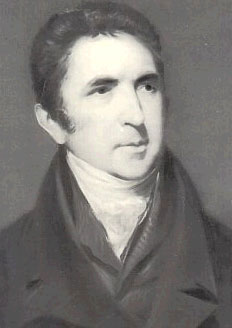
روّج السير جون بارو لرحلات اكتشاف القطب الشمالي عندما شغل منصب السكرتير الثاني للقوات البحرية.

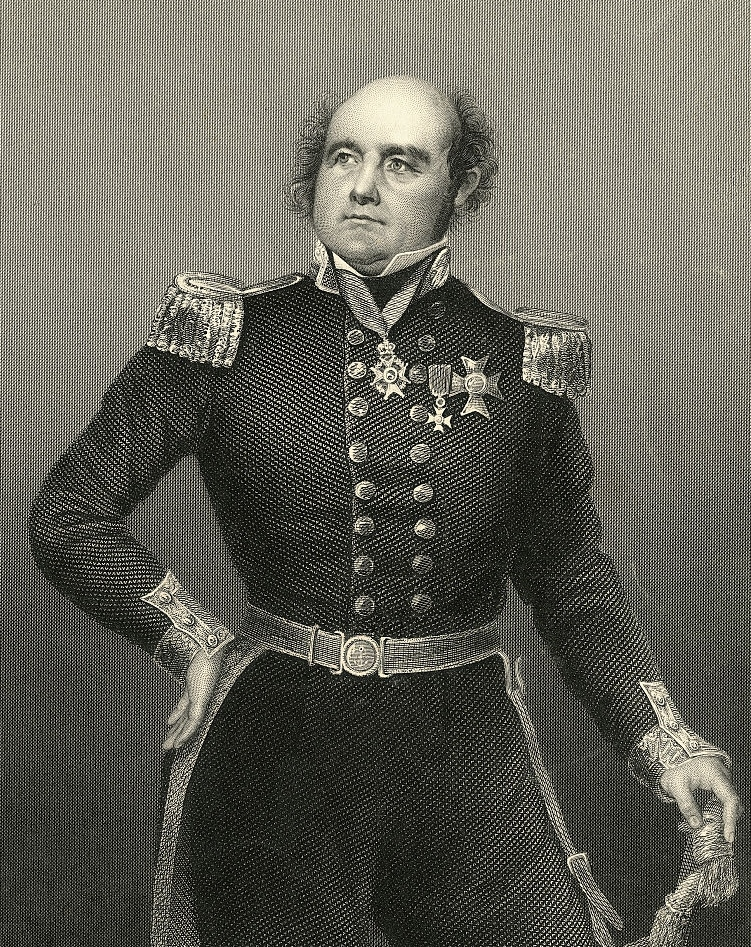
كان السير جون فرانكلين خيار بارو لقيادة الحملة بعد تردد

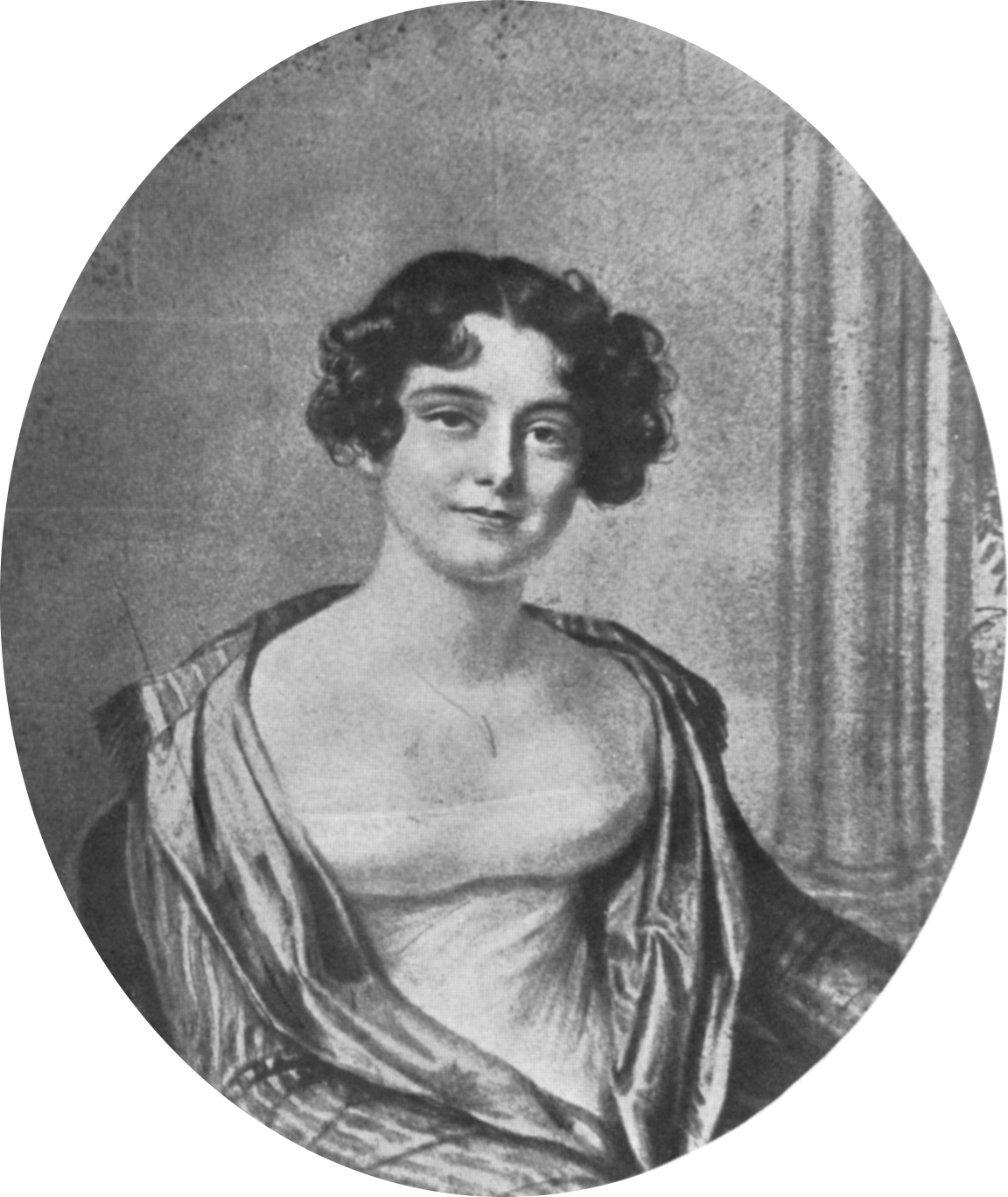
صورة جين غريفين (لاحقا اللايدي فرانكلين)، 24 عاما، في عام 1815. وتزوجت جون فرانكلين عام 1828، قبل عام من تلقيه رتبة فارس.

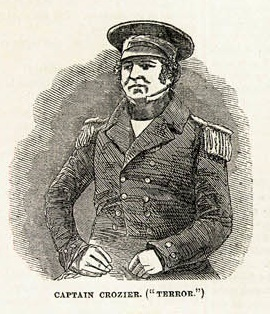
الكابتن فرانسيس كروزير، المسؤول التنفيذي للحملة، ربان سفينة تيرور.

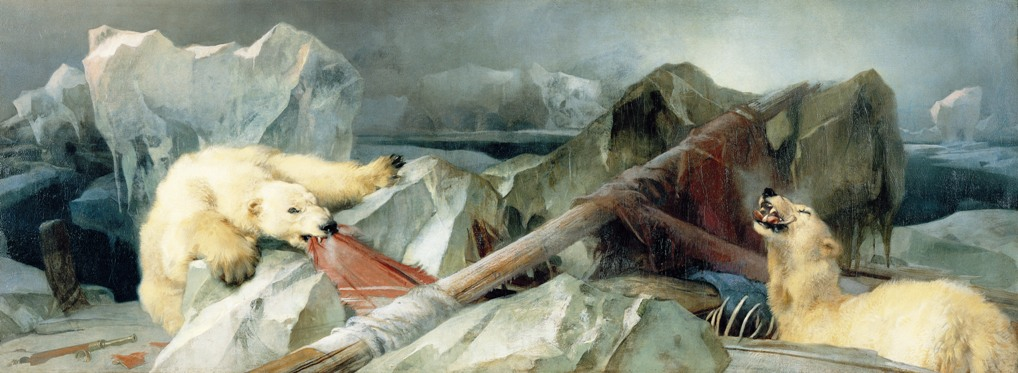
الإنسان يقترح، الربّ يتصرف بريشة الرسام الإنجليزي السير إدوين لاندسير. مجموعة رويال هولواي ، جامعة لندن

حملة فرانكلين المفقودة هي رحلة بريطانية لاستكشاف القطب الشمالي قادها الكابتن السير جون فرانكلين وغادرت إنجلترا في عام 1845. كان فرانكلين ضابطا في البحرية الملكية ومستكشفا ذا خبرة، وقاد ثلاث بعثات قطبية سابقة، وشارك بآخر اثنتين بصفته ضابطا آمر. قاد رحلته الرابعة والأخيرة وهو بعمر 59 عاما، لاجتياز القسم الأخير غير المكتشف من الممر الشمالي الغربي. بعد أن عانى الفريق من عدد من الوفيات البداية، علقت السفينتان في الجليد في مضيق فيكتوريا بالقرب من جزيرة الملك وليام في المنطقة القطبية الكندية. فقدت البعثة بأكملها، والتي شملت 129 رجلا بينهم فرانكلين.
بدأت قوات البحرية رحلة بحث عن الحملة المفقودة في عام 1848، وذلك بضغط من قبل زوجة فرانكلين، جين لايدي فرانكلين وآخرين. انطلقت عدة رحلات للعثور على البعث، ويرجع جزء منها إلى شهرة فرانكلين وعرض الأميرالية بمكافأة لمن يكتشف مصيره، وفي عام 1850 شملت رحلات البحث أحد عشر سفينة بريطانية وسفينتان أمريكيتان. اتجهت عدة من هذه السفن قبالة الساحل الشرقي من جزيرة بيتشي، حيث تم العثور على آثار من الحملة، بما في ذلك قبور ثلاثة من أفراد الطاقم. في عام 1854، قام المستكشف جون راي بعمليات مسح بالقرب من ساحل المنطقة القطبية الكندية إلى الجنوب الشرقي من جزيرة الملك وليام، وعثر على آثار وجمع القصص عن فريق فرانكلين من الإنويت. وفي عام 1859، اكتشف فريق البحث الذي قاده فرانسيس ليوبولد مكلينتوك مذكرة تركها فرانكلين على جزيرة الملك وليام تروي تفاصيل مصير البعثة. واستمرت عمليات البحث خلال أغلب القرن التاسع عشر. وأخيرا، في عام 2014، قام فريق بحث كندي بتحديد موقع السفينة إريبس غرب جزيرة أوريلي، في الجزء الشرقي من خليج الملكة مود في مياه الأرخبيل القطبي الشمالي. عثر على خطام سفينة تيرور بعد سنتين جنوب جزيرة الملك ويليام في حالة جيدة من قبل مؤسسة الأبحاث القطبية.
وفي عام 1981، قام فريق من العلماء بقيادة أوين بيتي، أستاذ الأنثروبولوجيا في جامعة ألبرتا بإجراء سلسلة من الدراسات العلمية عن القبور والجثث والأدلة المادية الأخرى التي تركها رجال فرانكلين في جزيرة بيتشي وجزيرة الملك وليام. وخلص إلى أن الرجال الذين عثر عليهم في مقابر جزيرة بيتشي ماتوا على الأرجح بسبب ذات الرئة والسل وربما ساءت حالتهم بسبب التسمم بالرصاص بسبب المعلبات الملحومة بشكل سيء في مخازن الغذاء في السفينة. ولكن اقترح لاحقا أن مصدر هذا الرصاص قد لا يكون المعلبات، ولكن بسبب أنظمة الماء المقطر التي تم تركيبها على السفن. شوهدت علامات قطع على العظام البشرية في جزيرة الملك وليام ونظر إليها على أنها علامات لأكل لحوم البشر. تشير الأدلة المشتركة لكافة الدراسات أن انخفاض درجة الحرارة والجوع والتسمم بالرصاص والأمراض بما في ذلك الاسقربوط، إلى جانب التعرض لبيئة معادية وافتقارهم للملابس والأغذية الكافية، كلها أهلكت كل أفراد الحملة.
صورت وسائل الإعلام الفيكتورية فرانكلين بطلا رغم فشل الحملة وتقارير أكل لحوم البشر. تمت كتابة الأغاني عنه، ونصبت له تماثيل في مسقط رأسه، وفي لندن، وفي ولاية تسمانيا تعزو له اكتشاف الممر الشمالي الغربي (الذي اكتشفه جون راي لاحقا). وكانت حملة فرانكلين المفقودة موضوع العديد من الأعمال الفنية، بما في ذلك الأغاني، والقصائد، والقصص القصيرة، والروايات، وكذلك الأفلام الوثائقية التلفزيونية.